# Ed Baird
Pour les articles homonymes, voir Baird.
Ed Baird, né le 17 mai 1958 à St. Petersburg en Floride, est un skipper américain

## Biographie
Champion du monde à huit reprises, il a participé à des campagnes de la coupe de l'America en 1995 où il évolue en tant que  barreur du bateau B, donnant la réplique à Russell Coutts qui ramena la Coupe à Auckland.
Pour l'édition suivante, dans la baie d'Auckland, il est le barreur d'un défi américain Young America. Cependant au cours du 2e round robin, la coque de USA-53 se brise et le bateau est près de sombrer. Le défi doit alors utiliser en catastrophe son deuxième bateau USA-58, qui ne devait faire ses débuts en compétition que lors du tour suivant. Cet évènement marque les esprits des membres du défi et celui-ci ne se qualifie pas pour le tour suivant. 
Il ne participe pas directement à l'édition de 2003, occupant le poste de remplaçant au sein du Team mené par Dennis Conner. Il occupe également durant cette compétition un rôle de commentateur pour la télévision néo-zélandaise.
Pour l'édition 2007, il est recruté par le « Defender », le défi suisse Alinghi, pour occuper le poste de barreur. Le défi suisse possède deux autres candidats au poste, Peter Holmberg et  Jochen Schümann. 
Il est finalement préféré à Peter Holmberg, plus attaquant, en raison de sa retenue et de sa finesse. Aux côtés de Brad Butterworth, le skipper néo-zélandais, il conduit son bateau à la victoire par 5 régates à 2, bien qu'il soit le plus souvent dominé par son concurrent né-zélandais Dean Barker lors des phases de départs.

## Palmarès
- Vainqueur de la Coupe de l'America 2007 avec Alinghi, barreur
- Participation à la Coupe Louis-Vuitton 2003, remplaçant.
- Participation à la Coupe Louis-Vuitton 2000 avec Young America, barreur
- Vainqueur de la Coupe de l'America 1995 avec Team New Zealand, barreur du bateau B.